# سابيل
سابيل (بالإنجليزية: Sabile)‏ هي معلم جغرافي تقع في لاتفيا في بلدية تالشي. يقدر عدد سكانها بـ 3,220 نسمة ومساحتها 4.34 كم2 .

## معرض صور

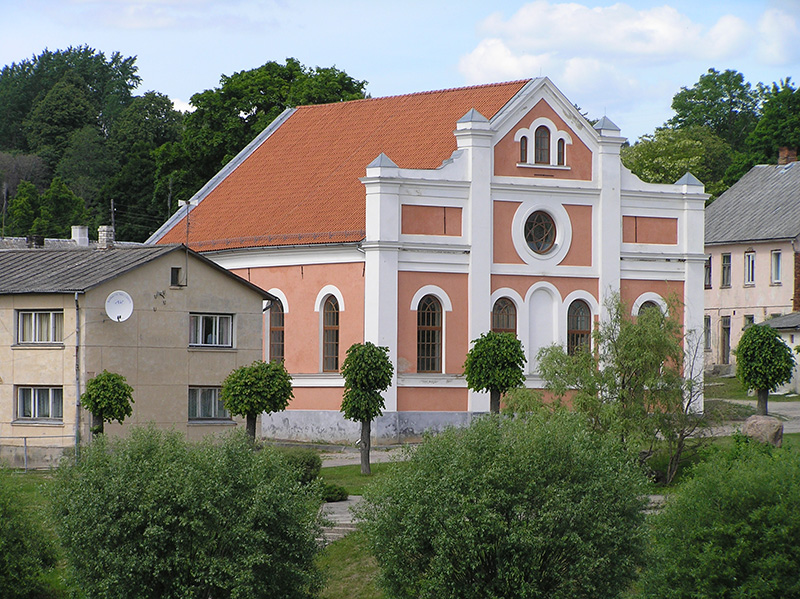
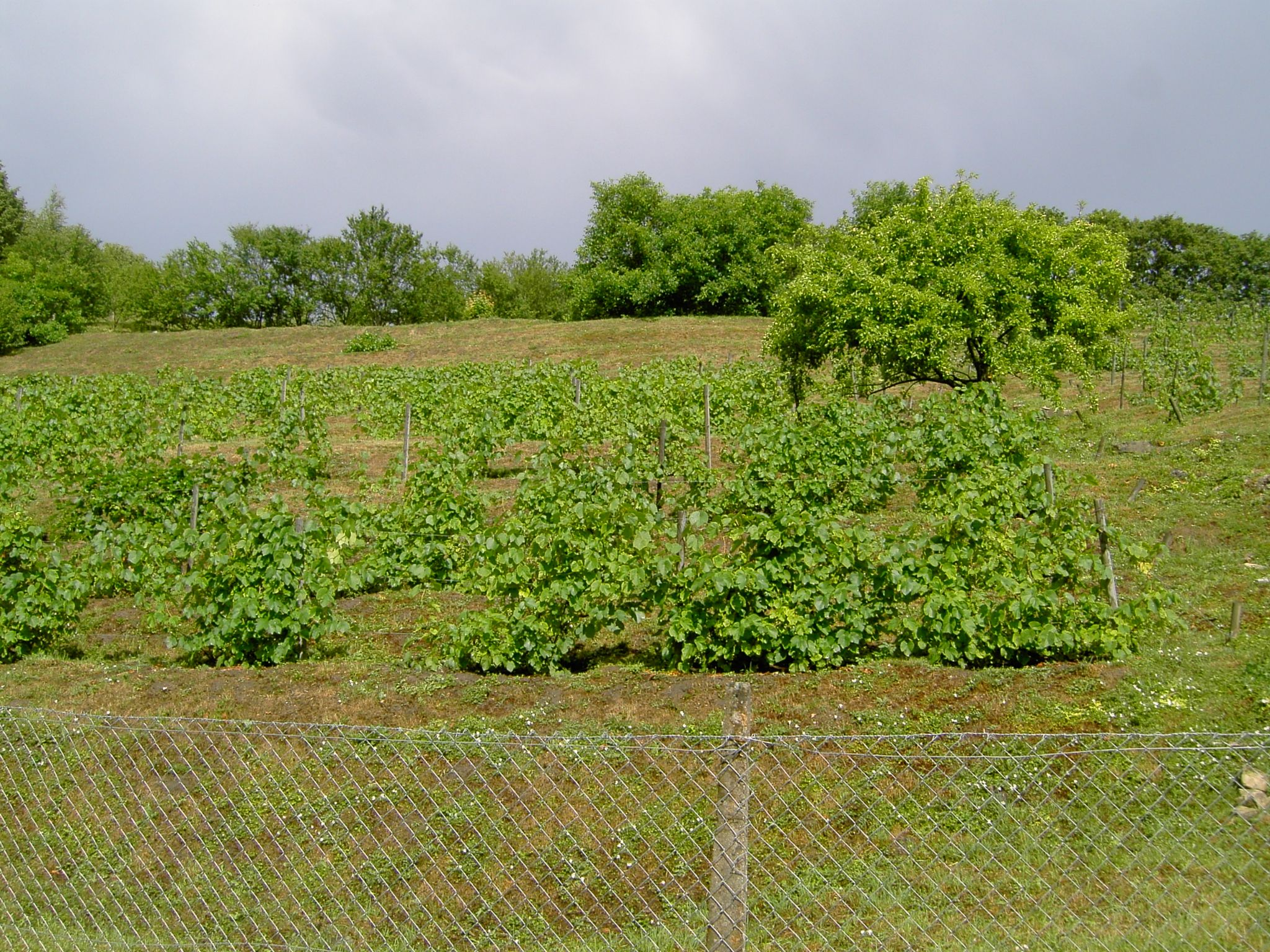
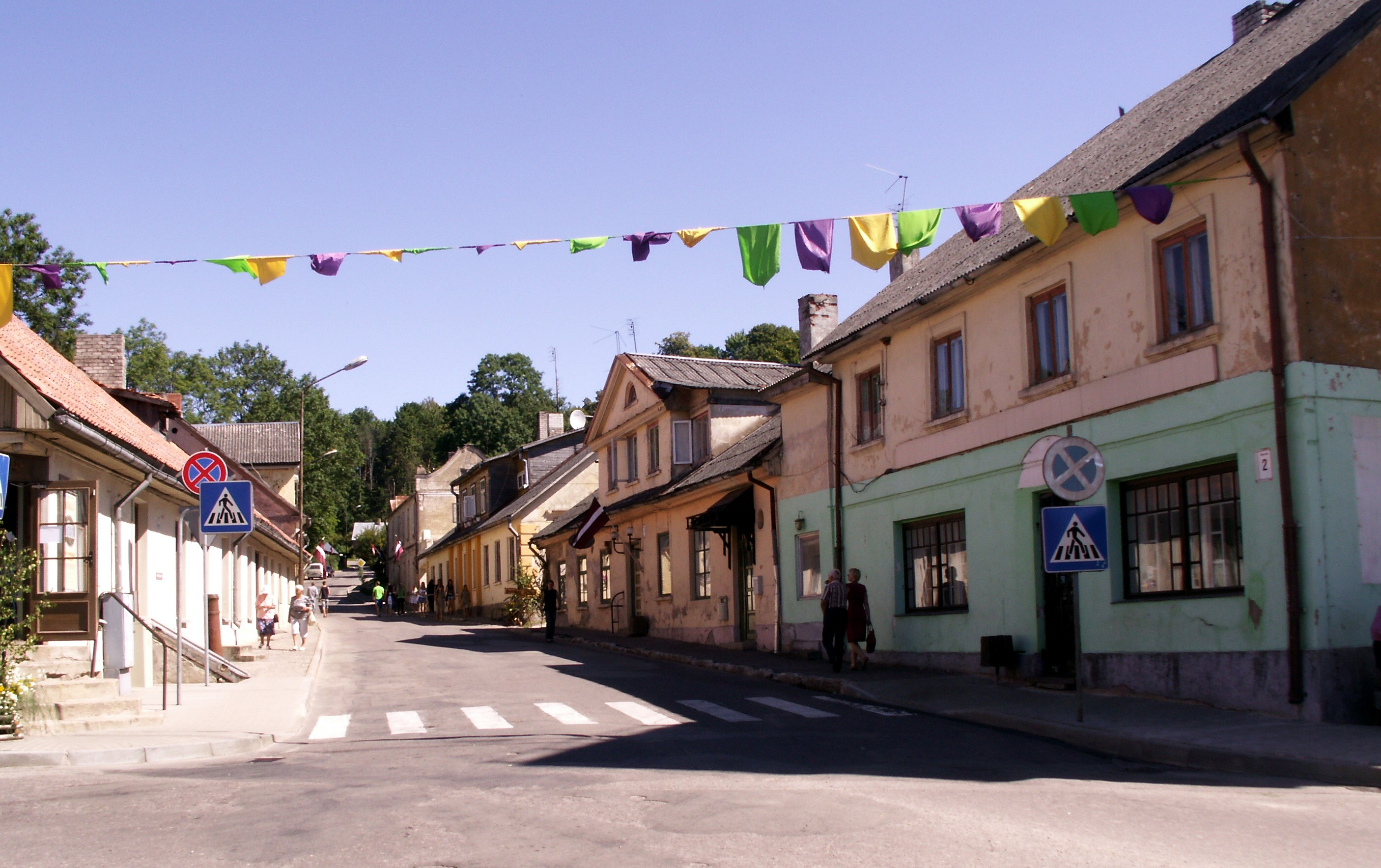
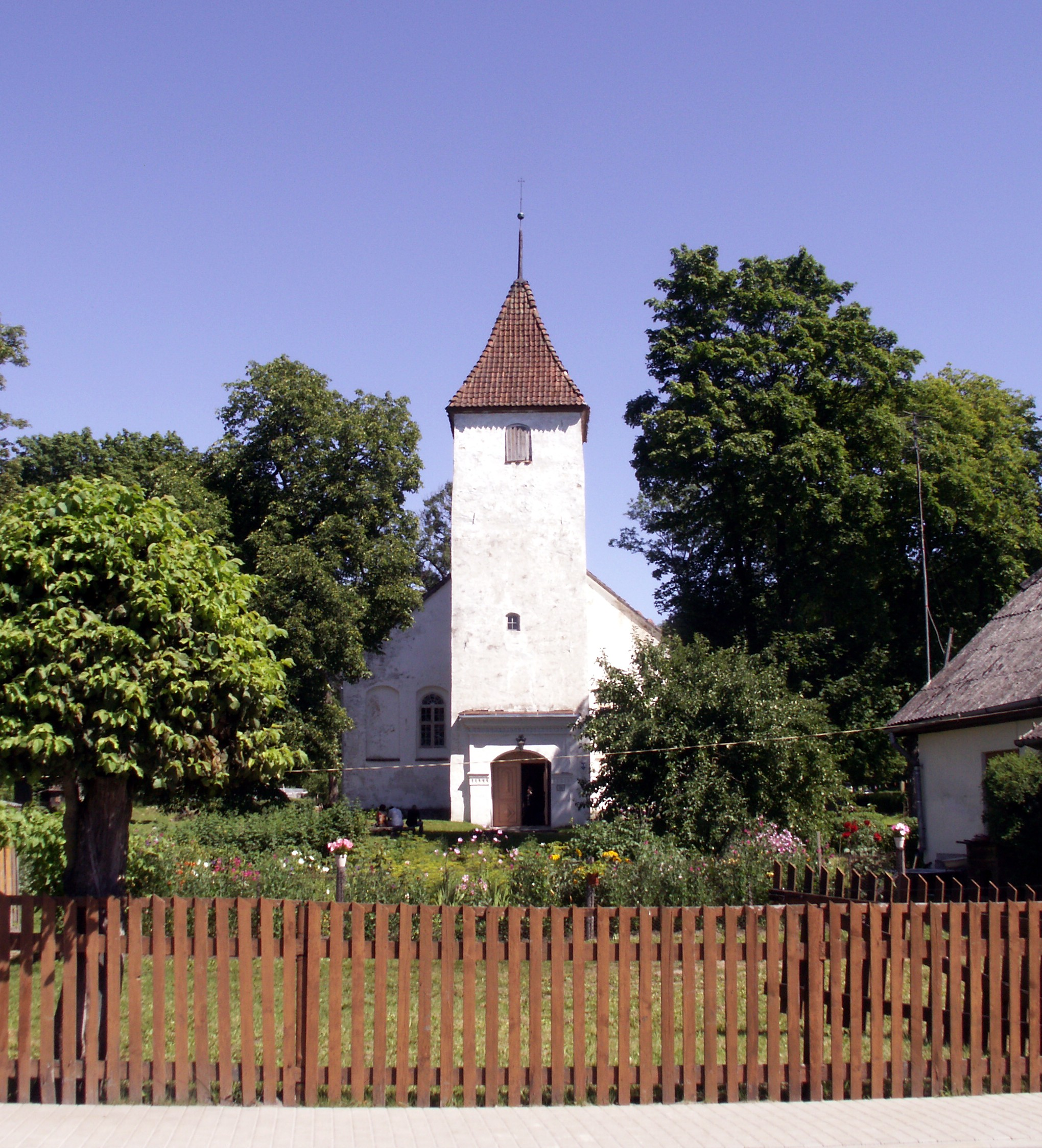